# Mateusz Sawrymowicz
Mateusz Sawrymowicz (* 22. April 1987 in Lublin) ist ein ehemaliger polnischer Schwimmer.

## Werdegang
Sawrymowicz absolvierte in Stettin eine Sportschule und studierte an der Universität Szczecin. Er war im Sportklub MKP „Szczecin“ aktiv.
Bei den Schwimmweltmeisterschaften 2007 in Melbourne wurde er in 14:45,94 Minuten Weltmeister über 1500 m Freistil, 1,35 Sekunden vor dem Russen Juri Prilukow. Er löste damit den australischen Seriensieger Grant Hackett ab, der nicht in den Kampf um die Medaillen eingreifen konnte. Kurz zuvor hatte er bereits die Juniorenweltmeisterschaften gewonnen.
Bei den Olympischen Spielen 2008 verpasste Sawrymowicz in 14:50,30 min. knapp das Finale und belegte in der Gesamtwertung den neunten Rang.